# Kaman HH-43 Huskie
Kaman HH-43 Huskie — американский многоцелевой вертолёт производства Kaman Aircraft. Выполнен по схеме синхроптера. Использовался с 1950 по 1970-е годы для поисково-спасательных операций, а также как пожарный вертолёт. Выпускался более чем в десяти модификациях. Основные операторы — ВВС и ВМФ США. Экспортировался в Бирму, Колумбию, Иран, Марокко, Таиланд, Пакистан .

## Конструкция вертолёта
Вертолёт имеет схему синхроптера — с перекрещивающимися осями несущих винтов. Управление общим и циклическим шагом винтов осуществлялось сервозакрылками на лопастях, что позволило исключить автомат перекоса, гидравлические усилители и весьма упростило конструкцию втулки винта. Лопасти деревянные. Первые модели вертолёта оснащались поршневым звездообразным 9-ти цилиндровым двигателем(HOK-1/HUC-1), позже он был заменен на газотурбинный (модели HH-43B и F). Оснащен грузопассажирской кабиной — в поисково-спасательном или транспортировочном исполнении.

## Эксплуатация вертолёта
Первый полёт прототипа был совершён в 1947 году. Серийное производство — с 1950 года, всего выпущено около 400 машин в различных модификациях. Вертолёт использовался в поисково-спасательных операциях, в том числе — в ходе Вьетнамской войны. В начале 1970-х годов выведен из эксплуатации.

## Лётно-технические характеристики (для модели HH-43F)
Экипаж: 4: два пилота и два спасателя, в других модификациях — от 8 до 11 пассажиров
Длина: 7,6 м
Диаметр несущего ротора: 14,3 м
Высота: 5,18 м
Максимальный вес :4 150 кг
Силовая установка: 1 × ГТД Lycoming T53 , мощность 860 л.с. (640 кВт)
Максимальная скорость: 190 км/ч
Крейсерская скорость : 169 км/ч
Дальность: 298 км
Практический потолок: 7 620 м